# Römisch-katholische Kirche in Kirgisistan
Die römisch-katholische Kirche in Kirgisistan (lat.: Apostolica Administratio Kyrgyzstaniana) ist eine römisch-katholische Apostolische Administratur mit Sitz in Bischkek in Kirgisistan.

## Geschichte
Erste Christen gab es schon im 7. Jahrhundert. Diese gehörten der nestorianischen Kirche an, die heute nur noch im Irak, Iran und in Syrien besteht. In Ak-Beschim und in Navekat wurden zwei Kirchen ausgegraben. Die Verbreitung des Katholizismus im Land erfolgt hauptsächlich durch Missionare der Jesuiten. 1969 wurde die Kirchengemeinde in der Hauptstadt Bischkek registriert. Nach dem Zerfall der Sowjetunion konnte sich die katholische Kirche wieder entfalten. Jedoch wanderten die meisten Katholiken nach Deutschland aus, da sie deutscher Abstammung waren, und nur eine kleine Minderheit blieb im Land. 1991 errichtete Papst Johannes Paul II. die apostolische Administratur Kasachstan, die zunächst auch Kirgisistan umfasste. Am 27. August 1992 etablierten sich offiziell die diplomatischen Beziehungen zwischen Vatikan und Kirgisistan. 1997 gründete Papst Johannes Paul II. in Kirgisistan die Mission sui juris. Am 18. März 2006 löste Papst Benedikt XVI. diese Mission sui juris wieder auf, rief die apostolische Administratur Kirgisistan mit Sitz in Bischkek ins Leben und ernannte den Jesuit Nikolaus Messmer als ersten apostolischen Administrator.
Am 1. Juni 2019 schuf Papst Franziskus für die Gläubigen des byzantinischen Ritus die Apostolische Administratur Kasachstan und Zentralasien für die Gläubigen des byzantinischen Ritus mit Sitz im kasachischen Qaraghandy. Der Zuständigkeitsbereich der Administratur, die vom ukrainischen Geistlichen Wassyl Howera geleitet wird, erstreckt sich auch nach Kirgisistan.
Die Kirgisische Republik ist seit ihrer Unabhängigkeit 1991 ein säkularer Staat, wobei die Mehrheit der Bevölkerung dem Islam angehört.
Zwischen der Kirgisischen Republik und dem Heiligen Stuhl bestehen seit 1994 volle diplomatische Beziehungen. Apostolischer Nuntius ist seit 2023 Erzbischof George George Panamthundil.

## Struktur
Katholische Kirchen befinden sich in Bischkek (St.-Michael-Kathedrale, errichtet 2000), in Talas („Bruder Klaus“),, in Dschalalabat („Hl. Mutter Teresa von Kalkutta“) und in Osch.
Die Katholiken sind meist Angehörige der deutschen Minderheit. Die Umstände der Sakramentenspendung und Seelsorge sind durch weite Entfernungen und lange Autofahrten geprägt, Gottesdienste finden oft im kleinen Kreis in Privatwohnungen statt. 2017 betreuen mehrere Jesuiten und einige Ordensschwestern die Katholiken in Kirgisistan. Am Yssyk-Köl betreiben die Jesuiten ein Ferienhaus für Kinder und Jugendliche.
Die Römisch-katholische Kirche in Kirgisistan umfasst nur rund 600 der rund 6 Millionen Einwohner (Stand 2020).